# 杨源英节庙
杨源英节庙，位于中国福建省政和县杨源乡杨源村，为一个省级文物保护单位，类型为古建筑，为第五批福建省文物保护单位，公布时间为2001年1月20日。
杨源英节庙的历史年代为清。